# 納所村
納所村（のうそむら）は、京都府紀伊郡にあった村。明治22年（1889年）の町村制施行にあたり紀伊郡の納所町および納所村により発足し、昭和6年（1931年）に京都市に編入され消滅した。現在の京都市伏見区で納所を冠する町の区域に当たる。

## 地理
- 河川：桂川

## 歴史
町村制施行により、1889年（明治22年）10月に従前の納所町および納所村により発足し、それぞれの区域に納所町と納所村の2つの大字が置かれた。その後、1931年（昭和6年）に京都市に編入され、新設された伏見区に所属することになり、納所学区を構成した。京都競馬場（淀競馬場）が位置する公称町の向島又兵衛・葭島渡場島町はかつての向島村で、1931年（昭和6年）に京都市に編入され、戦前の学区では向島学区に属したが、現在の学区（元学区）では納所学区に含まれる。